# Марсельское мыло

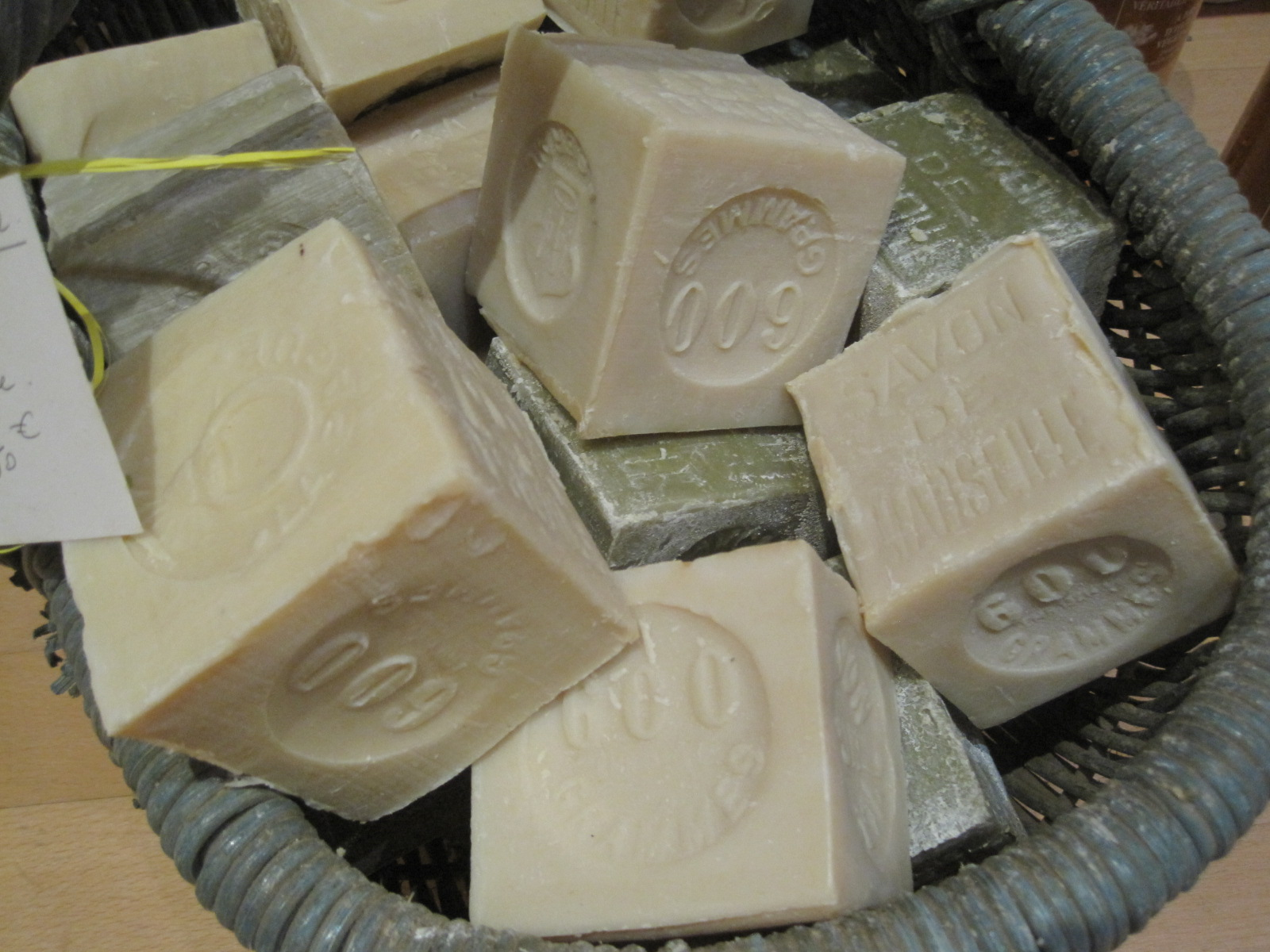
Марсельское мыло

Марсельское мыло (фр. Savon de Marseille) — традиционное французское мыло ручного производства из Марселя, которое изготавливается при помощи омыления смеси растительных масел в основном с помощью соды. Такое мыло обладает хорошей очищающей способностью, может использоваться для личной гигиены. Мыло может производиться как промышленным способом, так и ручным. В традиционном мыле, изготавливаемом из оливкового масла, доля оливкового масла гарантированно составляет 72 %.

## История

### Средние века

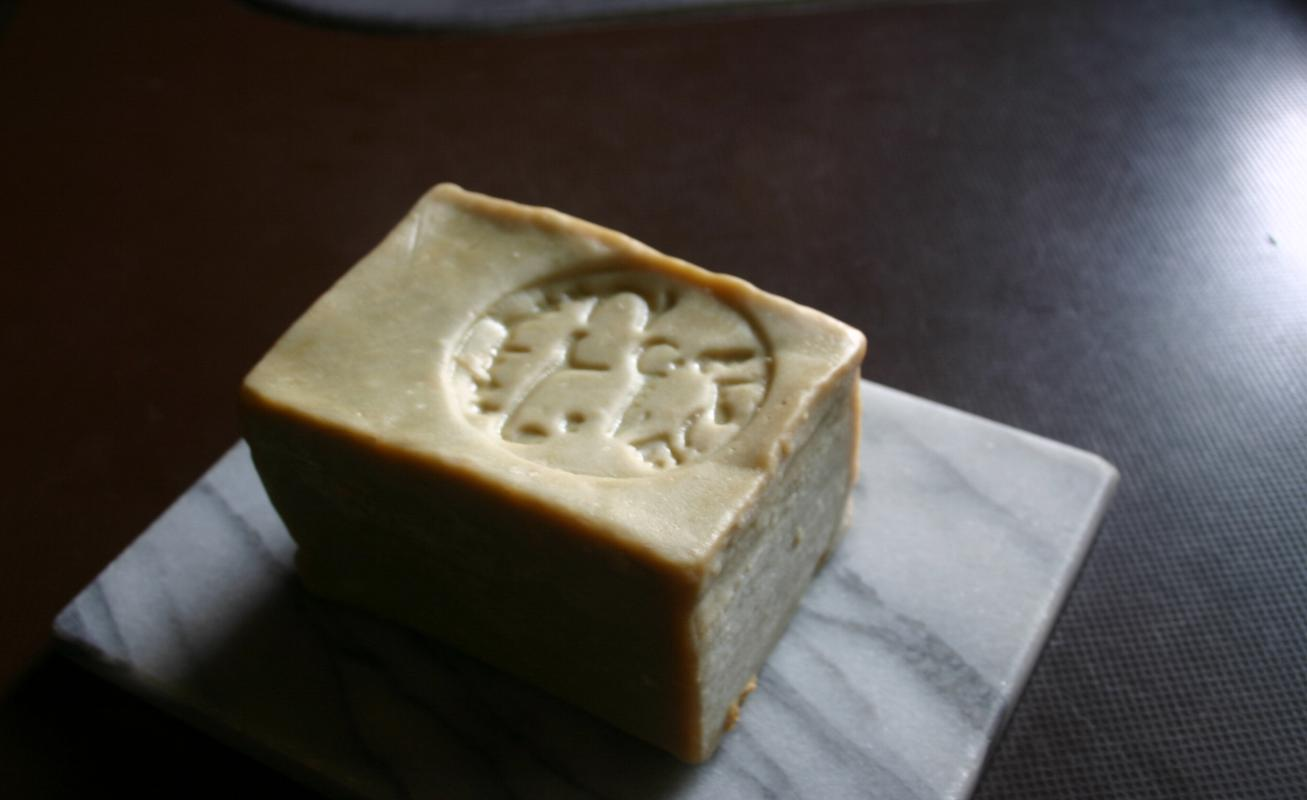
Мыло из Алеппо

Во Франции мыло используется со времён античности. Некоторые историки пишут о том, что галлы использовали некий продукт на основе животного жира и пепла для окрашивания волос в красный цвет. Такое мыло использовалось в качестве геля и деколоранта для волос.
История марсельского мыла тесно связана с Сирией, с городом Алеппо, где на протяжении тысячетелий делали мыло на основе оливкового масла и масла плодов лавра благородного. После Крестовых походов мыло начало распространяться по Италии и Испании, а затем достигло Марселя.

### Первые мыловарни
В Марселе мыло начали производить в XII веке, используя в качестве сырья оливковое масло Прованса. В качестве щёлочи использовался пепел растений, выращенных в солёной воде, в частности солероса. Первым официально зарегистрированным мываловаром в городе в 1370 году стал Крекас Давин (Crescas Davin). Первый мыловаренный завод основал в 1593 году Жорж Прюнемуа (Georges Prunemoyr).
В начале XVII века спрос на марсельское мыло намного превосходил производственные возможности. Марселю даже приходилось импортировать мыло из итальянской Генуи и испанского Аликанте. Когда началась Тридцатилетняя война, город начал испытывать перебои с поставками. В то же время мыловарам Марселя нужно было обеспечивать стремительно растущий европейский спрос в Англии, Голландии и Германии, которые разместили заказы ещё до начала войны.

### Закон о марсельском мыле

Закон о марсельском мыле 1688 года

К 1660 году в городе действовали 7 мыловаренных заводов, которые производили около 20 000 тонн мыла. При короле Людовике XIV появился сам термин «марсельское мыло». В то время это было мыло зелёного цвета, которое продавалось в брусках по 5 или 20 кг.
5 октября 1688 года по инициативе Жана-Батиста Антуана Кольбера де Сеньеле, сына Жана-Батиста Кольбера и секретаря Дома короля, был принят закон, закрепляющий наименование «марсельское мыло» за мылом, сделанным в Марселе и его окрестностях, а также регламентирующий его производство. Третий пункт закона предписывал использовать в производстве соду или золу, а также оливковое масло, напрямую запрещая использование животных жиров «под угрозой конфискации имущества». Закон также предписывал останавливать производство летом во избежание проблем с качеством. Соответствие этому закону обеспечивает качество марсельского мыла и по сей день. Впоследствии появились дополнения к закону, разрешающие использование других натуральных масел.
В том же XVII веке производство марсельского мыла началось в коммуне Салон-де-Прованс, Тулоне и Арле.

### XVIII и XIX века
В 1786 году в Марселе действовало 49 мыловарен, которые производили 76 000 тонн мыла. На производстве трудилось 600 рабочих, к которым в пик сезона добавлялись заключённые из крепости Арсенал галлер.
О популярности мыла в Европе свидетельствует тот факт, что оно фигурирует, наряду с французскими винами, в торговом договоре 1786 года между российской императрицей Екатериной II и Людовиком XVI, который посвящён снижению пошлин «для вящего споспешествования распространению безпосредственной торговли и мореплавания»:

 На мыло Марсельское, привозимое подданными Французскими в области Российския, будет также сделана сбавка в пошлинах, так, что вместо 6 рублей с пуда, которую они доныне платили, будут платить равную пошлину, каковая теперь платится с подобных Венецианского и Турецкого мыла, то есть: по рублю с пуда.

После череды экономических неурядиц, вызванных французской революцией, производство продолжило расти. К 1813 году в Марселе и окрестностях было уже 62 мыловарни. В производстве применялась технология выщелачивания природной соды, открытая Никола Лебланом: добывавшийся из морской воды хлорид натрия обрабатывался серной кислотой, превращаясь в сульфат натрия, который затем прокаливался с углём и известняком.

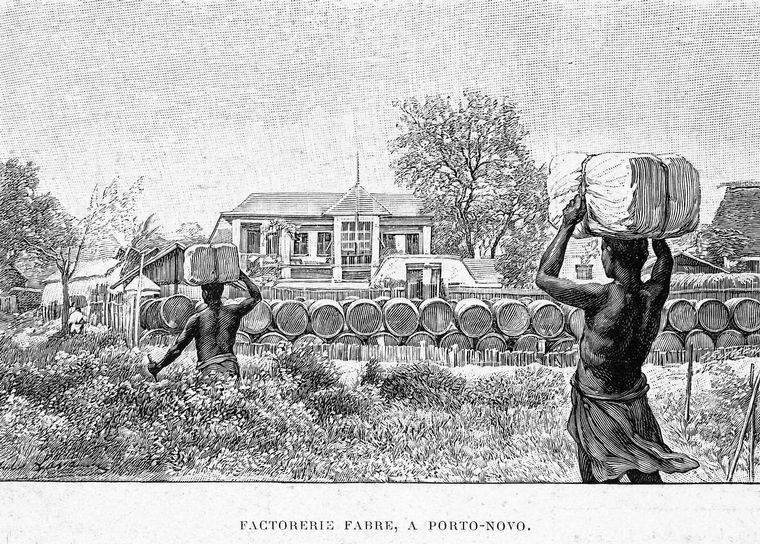
Фактория в Порто-Ново (Бенин, 1895 год)

C 1820 года в порт Марселя из Африки и с Ближнего Востока стали поступать новые виды масел из колоний (пальмовое масло, арахисовое масло, кокосовое масло, масло кунжута), которые начали использоваться в производстве мыла. Масла, входящие в состав этого мыла, традиционно держатся в секрете. Есть сведения, что в процессе производства также использовалось хлопковое масло. А в 19 веке в рецептуру ввели пальмовое, кокосовое и пальмоядровое масла.
В этот период марсельское мыло начало конкурировать с более дешёвым мылом из Англии и Парижа, которое производилось с использованием животных жиров.

### Сложный XX век
В начале XX века в Марселе было 90 мыловарен. В 1906 году французский химик из Салон-де-Прованс по имени Франсуа Мерклен выводит формулу мыла: 63 % кокосового или пальмового масла, 9 % соды или морской воды, 28 % воды (формула стала известна как 72 %).
Мыловаренная промышленность процветала вплоть до начала Первой мировой войны, во время которой поставки сырья были нарушены. Если в 1913 году производство составляло 180 000 тонн (пиковое историческое значение), к 1918 году оно сократилось до 52 817 тонн.
К началу Второй мировой войны Марсель по-прежнему производил половину всего мыла Франции, однако послевоенные годы стали кризисными для мыловаров Марселя. Изготовление мыла пошло на спад в связи с бурным развитием химического производства (в частности, с развитием производства стирального порошка). В этот период мыловарни начали закрываться одна за другой. К началу XXI века в регионе осталось лишь 6 мыловаренных производств.

## Производство
Традиционный рецепт изготовления мыла предполагает использование морской воды из Средиземного моря (для отсолки лишнего щелока при производстве ядрового мыла), оливкового масла, а также щелочных химических веществ кальцинированной соды и щёлока (гидроксида калия), которые нагревают в течение нескольких дней в большом котле (обычно вместимостью 8 тонн). Затем смесь переливают в формы, дают ей отстояться, нарезают на куски, штампуют и оставляют до финального затвердения. Такой процесс производства может занять около месяца.

## Марсельское мыло в наши дни

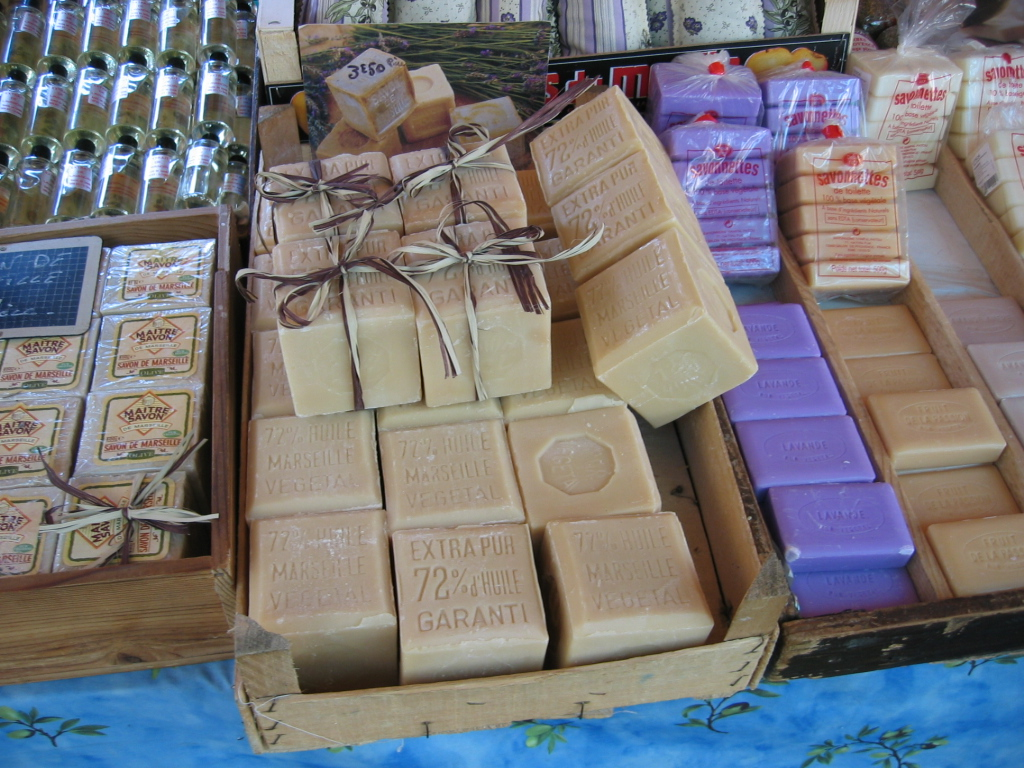
Традиционное марсельское мыло в продаже

### Ремесленное производство
Сегодня выпускается две разновидности марсельского мыла: зеленоватого или коричневатого оттенка (с оливковым маслом) и белое (с пальмовым маслом или сочетанием пальмового масла и копры).
Традиционное марсельское мыло имеет четыре отличительных характеристики:
- форма куба или буханки хлеба,
- коричнево-зелёный или белый цвет,
- штамповка с шести сторон,
- наличие в составе не более 6 природных ингредиентов[5].

Изначально мыло выпускалось в брусках по 5 кг и 20 кг, однако сейчас выпускается в разных размерах (от 300 г до 1 кг), хотя иногда можно встретить и бруски по 40 кг.

### Промышленное производство

#### Действующие мыловарни
В районе Марселя-Прованса сейчас действуют 6 мыловарен, которые производят 30 % мыла Франции.
В Марселе:
- La Compagnie des Détergents et du Savon de Marseille (квартал Сент-Март, Марсель), 12 сотрудников, 350 тонн в месяц;
- La Savonnerie du Midi (квартал Айгаладес), 15 сотрудников, 160 тонн в месяц;
- La savonnerie Le Sérail (квартал Сент-Март, Марсель), 7 сотрудников, 20 тонн в месяц;
- La savonnerie La Licorne (район Cours Julien), 4 сотрудника, 8 тонн в месяц.

В коммуне Салон-де-Прованс:
- Etablissements Marius Fabre Jeune, 20 сотрудников, 90 тонн в месяц;
- La Savonnerie Rampal-Latour, 7 сотрудников, 5 тонн в месяц — имеет статус музея.

#### Состав мыла, изготавливаемого промышленным способом
Марсельское мыло, которое изготавливается промышленным способом и продаётся в супермаркетах, содержит различные вещества — в зависимости от масел (жиров), которые подвергались омылению. Основные ингредиенты приведены в соответствии с Международной номенклатурой косметических ингредиентов (INCI).
| Масла или жиры      | Источник масел или жиров | Название молекулы по INCI в мыле | Основная жирная кислота |
| ------------------- | ------------------------ | -------------------------------- | ----------------------- |
| Коровий жир         | Корова                   | Sodium Tallowate                 | Пальмитиновая кислота   |
| Арахисовое масло    | Арахис культурный        | Sodium Peanutate                 | Олеиновая кислота       |
| Оливковое масло     | Олива европейская        | Sodium Olivate                   | Олеиновая кислота       |
| Кокосовое масло     | Кокосовая пальма         | Sodium Cocoate                   | Лауриновая кислота      |
| Пальмовое масло     | Масличная пальма         | Sodium Palmate                   | Пальмитиновая кислота   |
| Пальмоядровое масло | Масличная пальма         | Sodium Palm Kernelate            | Пальмитиновая кислота   |

Мыло промышленного производства может содержать различные добавки: смягчители воды, консерванты, красители, ароматизаторы. Эти вещества часто могут наносить вред природе.

### Использование образа марсельского мыла

Гель для душа «Le Petit Marseillais»

Марсельское мыло имеет хорошую репутацию: оно ассоциируется с долгой историей производства, простым и натуральным составом. Некоторые компании пользуются этой репутацией для производства не только мыла, но и других косметических товаров.
В частности, компания Laboratoires Vendôme использует образ марсельского мыла при выпуске товаров под брендом «Le Petit Marseillais» («Маленький марселец»), который она приобрела в 1985 году. На логотипе изображён традиционный куб мыла и маленький морячок.
Название марки, предположительно, было взято из стихотворения марсельского мыловара Поля Озьера (Paul Auzière), опубликованного в начале XX века в поэтическом сборнике «La Gazette Rimée», в котором он превозносил достоинства своего мыла под названием «Le Petit Marseillais». Также во Франции с 1868 года по 1944 год выходила газета «Le Petit Marseillais».